# San Grisante
San Grisante è una frazione del comune di Crescentino, in provincia di Vercelli.

## Monumenti e luoghi d'interesse
A San Grisante vi è una chiesa parrocchiale, dedicata ai Santi Grisante e Daria, restaurata dal parroco Giuseppe Bianco, eletto come parroco nel 1925. La particolarità di questa chiesa è lo svettante campanile, costruito negli anni '40, il quale, nel 1943, raggiunse l'altezza di 58 metri, risultando così il più alto campanile della diocesi di Vercelli.